# Daria Talycheva
Daria Nikolaïevna Talycheva (en russe : Дарья Николаевна Талышева) est une joueuse de volley-ball russe née le 16 octobre 1991 à Toula. Elle mesure 1,82 m et joue au poste de libero. 

## Clubs
| Club                | De        | À         |
| ------------------- | --------- | --------- |
| VK Toulitsa Toula   | 2005-2006 | 2008-2009 |
| Dinamo Krasnodar    | 2009-2010 | 2011-2012 |
| Fakel Novy Ourengoï | 2012-2013 | 2012-2013 |
| VK Tioumen          | 2013-2014 | 2013-2014 |
| Omitchka Omsk       | 2014-2015 | 2014-2015 |
| Dinamo Krasnodar    | 2015-2016 | 2015-2016 |
| Proton Balakovo     | 2016-2017 | 2016-2017 |
| Dinamo Moscou       | 2017-2018 | …         |

## Palmarès
- Coupe de la CEV
  - Vainqueur : 2016.
- Championnat de Russie
  - Vainqueur : 2018, 2019.
- Coupe de Russie
  - Vainqueur : 2015, 2018.
  - Finaliste : 2014, 2019.
- Supercoupe de Russie
  - Vainqueur : 2017, 2018.
  - Finaliste : 2019.